# Ahmad Zia Massoud
Ahmad Zia Massoud (nascido em 1 de maio de 1956) é um político afegão que foi vice-presidente do Afeganistão na primeira administração eleita do presidente Hamid Karzai, de dezembro de 2004 a novembro de 2009. Ele é o irmão mais novo do falecido Ahmad Shah Massoud, o líder da resistência contra a invasão soviética do Afeganistão e contra o Talibã. No final de 2011, Ahmad Zia Massoud juntou-se aos principais líderes da Frente Nacional do Afeganistão, que se opuseram fortemente ao regresso dos talibãs ao poder. A Frente Nacional foi geralmente considerada como uma reforma da Frente Unida (Aliança do Norte) que, com o apoio dos Estados Unidos, removeu temporariamente os talibãs do poder no final de 2001.